# Can Vidalic (Bàscara)
Can Vidalic és una casa del municipi de Bàscara (Alt Empordà) inclosa en l'Inventari del Patrimoni Arquitectònic de Catalunya.

## Descripció
Situat dins del nucli antic de la població de Bàscara, a la banda sud-est del terme i formant cantonada entre la plaça Major i la del Pessebre.

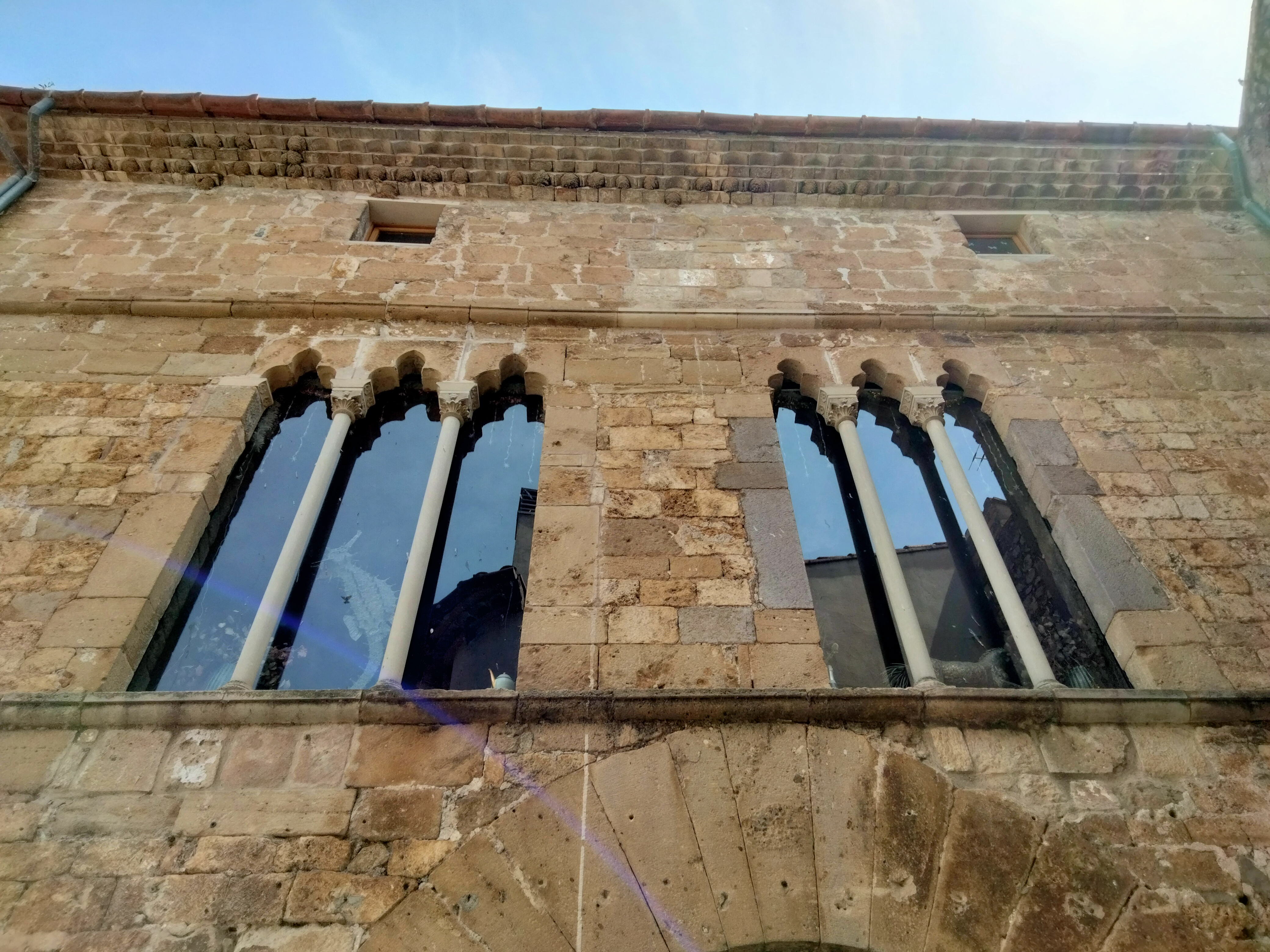
Finestres triforades de la façana de la plaça Major

Edifici cantoner de planta rectangular format per dos cossos adossats, el principal amb la coberta de dues vessants de teula i distribuït en planta baixa i dos pisos, i el secundari, posterior cronològicament, està distribuït en tres crugies, amb la teulada d'un sol vessant i dues plantes d'alçada. La façana principal, orientada a la plaça, presenta un portal d'arc rebaixat d'accés a l'interior, el qual reforma una antiga porta de mig punt bastida amb pedra desbastada. Al costat, l'antic portal principal de mig punt adovellat ha estat reconvertit en finestra. Al primer pis destaquen dues grans finestres triforades amb llinda d'arquets trilobulats, sostinguts per fines columnes rematades amb capitells decorats, actualment restituït. Les dues finestres rectangulars de la segona planta també són restituïdes. A mode decoratiu, la façana presenta dues cornises motllurades que marquen la separació entre els pisos i està rematada per un ràfec múltiple bastit amb maons. La façana de migdia és radicalment diferent a la principal. De factura recent, presenta obertures d'arc rebaixat bastides amb maons, a la planta baixa, de mig punt al primer pis i rectangulars a la segona planta. Aquesta façana està arrebossada i pintada, mentre que la principal és bastida amb carreus i carreuons de pedra, disposats en filades regulars.

## Història
La situació de la població de Bàscara prop del camí reial va fer que s'hi establissin hostals per allotjar els viatgers. Les notícies més antigues referents a aquests locals són del segle xiv, tot i que probablement ja existien molt abans.
En un capbreu datat l'any 1473 s'esmenta tres cases definides com a hostals, situades a la banda de llevant de l'actual plaça Major. Una d'elles és can Vidalic, propietat d'Antoni Fares, prevere.
L'any 1512 era propietat de Caterina Cella, filla del difunt notari Pere Cella i esposa de Joan Çafont-Cella, també notari de la vila. L'any 1569 figura com a propietari el fill i hereu de Caterina, Jaume Çafont-Cella, també notari, però continuava funcionant com hostal. L'any 1634 és regentat per Francesc Puig, hostaler del portal, que probablement el tenia llogat.

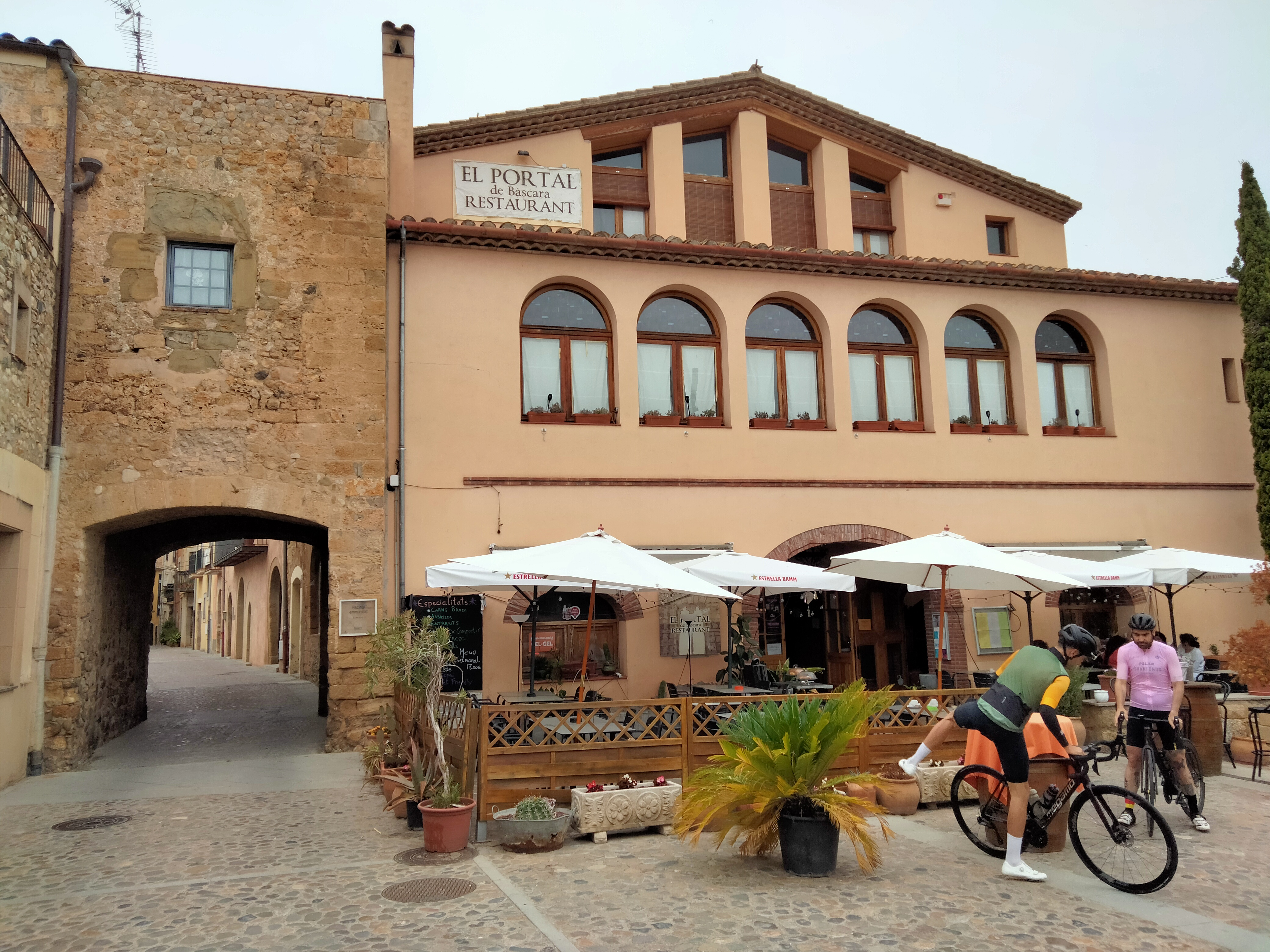
Façana del restaurant, que dona a la plaça del Pessebre, amb el portal de Girona a l'esquerra

El cos secundari de la construcció actual, amb la façana orientada a la plaça del Pessebre, ocupa el mateix lloc que l'antic hostal de Posada, llegat pel seu propietari, el notari Tomàs Bassols, a la seva neboda Lluïsa l'any 1795. Al segle xix, a l'hostal també se'l anomena de la Parada o bé mesón, en documents escrits en castellà. Aquesta construcció també es pot relacionar amb el capbreu del 1473. N'era titular Aldonça, vídua de Ponç Riera, hostaler de Bàscara. Actualment, hi ha un restaurant.